# 1988 en jeu vidéo
Cet article présente les faits marquants de l'année 1988 concernant le jeu vidéo.

## Événements
- Juillet : Publication du premier numéro du magazine Nintendo Power.
- 29 octobre : sortie de la Mega Drive au Japon.

## Principales sorties de jeux
- 10 janvier : Dragon Quest III d'Enix sort sur NES au Japon.
- 12 août : Famicom Wars sort sur NES au Japon.
- Octobre : Super Mario Bros. 2 de Nintendo sort sur NES aux États-Unis.
- 1er novembre : Splatterhouse sort sur borne d'arcade.
- Battle Chess sort sur Amiga.

## Récompenses
Tilt d'or 1988
- Meilleur jeu d'action : Nebulus de Hewson
- Meilleur shoot-them-up : Star Ray de Logotron
- Meilleure adaptation d'arcade (ex æquo) : Operation Wolf de Ocean France et Buggy Boy de Elite
- Meilleure simulation sportive : Porsche Turbo Cup de Loriciels
- Meilleure simulation de vol : F/A-18 Interceptor de Intellisoft
- Meilleur jeu d'action/aventure : Barbarian II: The Dungeon of Drax de Palace Software
- Meilleur jeu d'aventure en langue anglaise : Corruption de Rainbird
- Meilleur jeu d'aventure en lange française : L'Arche du Captain Blood de ERE Informatique
- Meilleur jeu de rôle : Dungeon Master de FTL Games
- Meilleur jeu de réflexion/stratégie : Tetris de Mirrorsoft
- Meilleur logiciel éducatif : Rody et Mastico de Lankhor
- Meilleur graphisme : Rocket Ranger de Cinemaware
- Meilleur animation : Virus de Firebird
- Meilleure animation sonore : Dungeon Master de FTL Games
- Jeu le plus original (ex æquo) : Carrier Command de Rainbird et Tetris de Mirrorsoft
- Prix spécial du jury pour l'ensemble de son œuvre : ERE Informatique
- Prix spécial du jury : Carraz Editions
- Prix spécial du meilleur espoir : Thunder Blade de U.S. Gold et Sega